# Mainoumi Súhei
Mainoumi Súhei (舞の海秀平, eredetileg 長尾秀平, Nagao Súhei) (Adzsigaszava, Japán, 1968. február 17.) japán szumóbirkózó, legmagasabb elért rangja komuszubi. Az 1990-es évek egyik legnépszerűbb birkózója volt, mivel rengeteg technikát alkalmazott mérkőzésein. A profi szumóban szokatlanul kicsi termete (171 cm, kb. 100 kg) ellenére gyakran vert meg testesebb versenyzőket, akár magánál kétszer nagyobbakat is.
A Nihon Egyetemen tanult közgazdaságtant. Tanárnak készült, de szumóklubbeli jó barátjának elhunytával úgy döntött, hogy beteljesíti helyette a célját és szumóbajnok lesz. Amatőr sikerei után a profi szumóba először nem akarták beengedni, mert nem teljesítette a testalkati követelményeket, a Japán Szumószövetség akkori szabályozása szerint ugyanis minden versenyzőnek legalább 173 cm magasnak kellett lennie. Hogy a helyzetet megoldja, egy orvossal szilikonplasztikát ültettetett a feje búbjába, így már megfelelt az előírásoknak. Később a Szumószövetség eltörölte a 173 cm-es határt, hogy a hozzá hasonlóan ígéretes amatőröknek már ne kelljen ilyeneken átmennie a profi karrier érdekében.
1990. májusban került be a makusitába, 1991. márciusban érte el a dzsúrjót, 1991. szeptemberben pedig a legmagasabb osztályt, a makuucsit. Profiként ötször kapott technikai különdíjat, a technikák áruháza becenévvel is illették, mert karrierje során összesen 33 különböző technikával tudott győzelmet elérni. 1991 novemberében a 204 cm magas és 200 kg-os Akebono Tarót győzte le mitokorodzemével, azaz egy „háromszoros kiszorítótámadással”. Ennek része az ellenfél egyik lábának elgáncsolása, közben a másik lábának megragadása és mellkasának eltolása fejjel. Mainoumi előtt a modern szumó egy birkózója sem alkalmazta még ezt a technikát. Ezek mellett bemutatott egy igen szokatlan kezdőtaktikát is, az ún. nekodamasít, vagyis az ellenfél arcába tapsolást a figyelme megzavarására.
Célja a profi szumóban a szanjakuk közé kerülés, azaz legalább a komuszubi rang elérése volt, ezt 1994 szeptemberére teljesítette. 1996. júliusban a sportág valaha volt legnehezebb birkózója, az akkor 275 kg-os Konisiki Jaszokicsi ráesett és eltörte a lábát – noha a mérkőzést Mainoumi nyerte. Sérülése miatt a szeptemberi tornát ki kellett hagynia, novemberben pedig az alsóbb dzsúrjóból indult újra. Bár 1997 májusára visszaküzdötte magát a makuucsiba, már nem tudta korábbi fürgeségét visszanyerni, és 1998 májusában ismét lefokozták a dzsúrjóba. 1999. novemberben vonult vissza a versenyzéstől.